# Сомов, Спиридон Васильевич
Спиридо́н Васи́льевич Со́мов (1734 — 1812) — первый голова города Владимир; купец 2-й (1800), затем 3-й гильдии (1812). В общей сложности, более 10 лет занимал должность Владимирского головы в различные периоды времени (1785—1788, 1791—1793, 1800—1803). Аналогичное по времени нахождение на должности, было у купца 1-й гильдии Ильина Петра Петровича и у купца 2 гильдии Сомова Николая Николаевича. Это делало их пребывание на этом посту длительнее среди всех остальных.

## Биография
Родился в 1734 году в семье бургомистра провинциального магистрата Василия Ивановича Сомова (1706—1778). 
Владел в городе кожевенной фабрикой, занимаясь выделкой кожаных изделий высокого качества. Также вёл торг в порту города Санкт-Петербурга.
После учреждения Екатериной II городского головы в 1766 году, стал первым в этой должности в городе. Будучи головой, в 1767 году принимал во Владимире Екатерину II, следовавшую на обратном пути в Москву, завершившегося ею путешествия по Волге.
По иной информации, начало полномочий датируется с 1785 года, именно с введением Городового положения, где городской голова становился председателем общей и шестигласной городской думы и избирался на три года городским обществом, которое теперь имело правовой статус.
Скончался в 1812 году.